# Parc del Molí de l'Aigua
El Parc del Molí de l'Aigua és un Paratge Natural Municipal amb una superfície de 17,23 ha, que es localitza al terme municipal de Torrevella, País Valencià.
L'existència del sistema dunar atorga al paratge una gran importància, no només pel seu valor intrínsec, que s'estén des de les Salines de Santa Pola fins al Cap Cervera, sinó que també actua com a corredor litoral que comunica dues importants zones humides com són les Salines de Santa Pola i Les Llacunes de Torrevella i La Mata.

## Sistema dunar
La característica més excel·lent de l'ecosistema dunar és la zonació existent des de la riba del mar fins a la part més interior.
A les dunes embrionàries, que són les situades més properes a la mar i que sofreixen directament la seua influència, l'espècie característica és la gramínia, que al costat de la campaneta de mar, i gràcies al seu creixement prostrat, són les que comencen la colonització del sistema.
A continuació, apareixen les dunes mòbils caracteritzades pel continu moviment de l'arena que produeix l'enterrament de les plantes. En aquesta zona, l'espècie millor adaptada és el barrot, que amb la seua elevada taxa de creixement evita ser enterrada, a més de suportar molt bé la sequera i posseir potents rizomes que li permeten formar densos pans d'arrels que contribueixen a la fixació d'arena. A més, també es troben la lleterola de platja, el lot corniculat i l'assutzena de mar.

## Flora i fauna
En els tàlvegs interdunars i a sotavent dels afloraments de duna fòssil, on el vent arriba més atenuat, apareix la comunitat vegetal de dunes semifixes que, igual que l'anterior, es caracteritza per la influència de la salinitat marina. En aquesta zona es localitzen la rossa de mar, la sempreviva, l'herba melera, el card de mar i la clavellina.
Darrere de la banda anterior apareixen la dunes fixes o estabilitzades, ocupades per plantacions de pi blanc, que a causa de la pobresa del substrat i, sobretot al permanent assot del vent, adopten formes rabassudes amb els troncs tombats en direcció als vents dominants.
Els especials factors ecològics que concorren en l'ecosistema dunar (altes temperatures en la superfície de l'arena, elevada sequedat i escassa cobertura vegetal) fan que la presència de fauna siga bastant limitada. El grup millor representat és el dels invertebrats, i dins d'aquest mereix especial atenció el dels coleòpters, amb famílies molt comunes en les dunes com els cicindelins, tenebriònids i escarabèids. Bona part de la zonació de la vegetació també és seguida per aquests insectes.
Un altre grup molt bé representat és el dels mol·luscos terrestres, amb espècies com Theba pisana, Trochoidea spp. i Cochlicella spp. Quant a l'herpetofauna, destaca la sargantana cua-roja, per ser la més abundant en els sistemes dunars, preferint la zona de dunes semifixes. Pel que fa a l'avifauna, malgrat no ser un mitjà que es caracteritze per l'abundància d'aus, és possible localitzar espècies típicament estepàries com sebel·lins, cogullades i titetes. En relació amb la mastofauna, únicament es poden trobar ratolins de camp, musaranyes i diverses espècies de rates penades.

## Pou del Molí d'Aigua
Des del punt de vista etnogràfic, dins de l'espai es troba el pou del Molí de l'Aigua, que dona nom al paratge, i del que hi ha referències escrites des de 1797. Es tractava d'un dels pocs pous oberts prop del litoral que tenia aigua dolça, el qual era utilitzat sobretot pels obrers que treballaven en les eres de sal de la indústria salinera. No obstant això, la seua sobreexplotació en els últims anys ha provocat la total salinització de les seues aigües.